# Vlag van Vlagtwedde

Vlag van de gemeente Vlagtwedde

De vlag van Vlagtwedde is bij raadsbesluit op 12 december 1967 vastgesteld als de gemeentelijke vlag van Vlagtwedde. De beschrijving luidt:
De lengte verhoudt zich tot de hoogte als 3:2, gekwartileerd van geel en blauw, met dien verstande dat de verticale deellijn op een derde van de lengte is aangebracht, gemeten van de broekzijde. Over alles heen een gekwartileerd kruis van het één in het ander, aan de broekzijde boven vergezeld van een kanon op affuit, alles van zwart en aan dezelfde zijde onder van een breedarmig kruis waarvan de verticale arm rood, de horizontale arm wit is. 

## Verklaring
Het ontwerp was van G.A. Bontekoe. De kleuren en het kanon zijn geleend uit het wapen van Vlagtwedde. De kleur geel staat voor de korenschoof en de kleur blauw voor de blauwe lucht. Het kanon is een verwijzing naar het vestingstadje Bourtange. Het rood-witte kruis is een herinnering aan de monnikenorde Orde van het Heilig Kruis, dat het klooster Ter Apel heeft gesticht.

## Verwante afbeeldingen

Wapen van Vlagtwedde

Adorp 
· Aduard 
· Appingedam 
· Bedum 
· Beerta 
· Bellingwedde 
· Bierum 
· De Marne 
· Delfzijl 
· Eemsmond 
· Eenrum 
· Finsterwolde 
· Grootegast 
· Haren 
· Hefshuizen 
· Hoogezand 
· Hoogezand-Sappemeer 
· Hoogkerk 
· Kloosterburen 
· Leek 
· Leens 
· Loppersum 
· Marum 
· Menterwolde 
· Muntendam 
· Nieuwe Pekela 
· Nieuweschans 
· Oldekerk 
· Oosterbroek 
· Oude Pekela 
· Reiderland 
· Sappemeer 
· Scheemda 
· Slochteren 
· Stedum 
· Ten Boer 
· Termunten 
· Uithuizen 
· Uithuizermeeden 
· Ulrum 
· Vlagtwedde 
· Warffum 
· Wildervank 
· Winschoten 
· Winsum 
· Zuidhorn